# Alexander Pschera
Alexander Pschera (* 27. April 1964 in Heidelberg) ist ein deutscher Autor, Publizist und Übersetzer.

## Leben und Wirken
Pschera besuchte das Carl-Friedrich-Gauß-Gymnasium Hockenheim und studierte Germanistik, Philosophie und Musikwissenschaft an der Ruprecht-Karls-Universität Heidelberg, unter anderem bei dem Germanisten Hans-Jürgen Schings und dem Musikhistoriker Ludwig Finscher. Sein Studium und seine Promotion wurden von der Studienstiftung des deutschen Volkes gefördert. 1992 promovierte er bei Peter Michelsen mit der Dissertation Das Zeitalter der Idylle und die Ära der Kunst. Ästhetisches Ich und erlebter Raum in Mörikes Epik.
Pschera verfasste zunächst Arbeiten zur zeitgenössischen Musik für Tageszeitungen, Zeitschriften und für den Hörfunk, darunter die einjährige Sendereihe Neue Musik in historischen Aufnahmen für den Deutschlandfunk. Er trat dann als Autor, Herausgeber und Publizist zu Themen der Medientheorie und Medienphilosophie sowie zur Phänomenologie des Internets hervor. Seine Essays erscheinen seit 2008 im Verlag Matthes & Seitz Berlin. Er schreibt außerdem regelmäßig für den SWR und für Deutschlandradio Kultur. Bis 2014 schrieb er für das Monatsmagazin Cicero.
Darüber hinaus veröffentlichte Pschera Arbeiten über den Renouveau catholique und zu Ernst Jüngers Werk. Er übersetzte Léon Bloy und legte zu diesem Autor die erste deutsche Monographie vor, die er 2006 in der Edition Antaios des neurechten „Instituts für Staatspolitik“ veröffentlichte. In der rechtskatholischen Wochenzeitung Die Tagespost und im Vatican Magazin veröffentlicht Pschera regelmäßig Texte zur katholischen Kultur, Literatur und Mystik. In den 2000er Jahren schrieb er auch für die rechtskonservative Wochenzeitung Junge Freiheit, z. B. rezensierte er im Oktober 2007 die Ernst-Jünger-Biografie von Heimo Schwilk für das Blatt. Er war auch Autor des Magazins FUGE – Journal für Religion und Moderne.
Von 2016 bis 2024 saß Pschera der Ernst- und Friedrich Georg Jünger-Gesellschaft als Erster Vorsitzender vor. Er ist Mitherausgeber des Jahrbuchs Jünger-Debatte, das seit Herbst 2017 jährlich im Verlag Vittorio Klostermann erscheint. Regelmäßig moderiert er den von ihm initiierten Digitalen Salon für die Katholische Akademie in Bayern.
Er ist Inhaber und Geschäftsführer der Münchner PR-Agentur Maisberger.

## Veröffentlichungen (Auswahl)

### Als Autor
- Sie werden nichts hören. Sie werden alles hören: Ein Rückblick auf John Cage. In: Jazzthetik. Band 6, Nr. 11, 1992, S. 14–16.
- Léon Bloy. Pilger des Absoluten (= Reihe Perspektiven. Band 8). Edition Antaios, Schnellroda 2006, ISBN 3-935063-08-3.
- Der gesteinigte Text. Stephanus. Bloy. Céline. In: Martin Knechtges, Jörg Schenuit (Hrsg.): Zeichen ferner Freiheit (= FUGE. Journal für Religion und Moderne. Band 6). Schöningh, Paderborn 2010, ISBN 978-3-506-76983-1, S. 53–66.
- 800 Millionen. Apologie der sozialen Medien. Matthes & Seitz, Berlin 2011, ISBN 978-3-88221-578-6.
- Entweltlichte Kommunikation. Adamas Verlag, Köln 2012, ISBN 978-3-937626-60-4.
- Dataismus. Kritik der anonymen Moral. E-Book. Matthes & Seitz, Berlin 2013, ISBN 978-3-88221-178-8.
- Vom Schweben. Romantik im Digitalen. Matthes & Seitz, Berlin 2013, ISBN 978-3-88221-170-2.
- Der Radikalismus des Wartezimmers. Über die selbstverschuldete Trägheit der liberalen Kirchenkritik und die staubtrockene Wut in Charles Taylors Klerikalismus-Essay. In: FUGE. Journal für Religion und Moderne. Band 12/13, 2013, S. 105–113, doi:10.30965/9783657778737_009.
- Die ersten und die letzten Dinge. Ernst Jünger und Léon Bloy. In: Günter Figal, Georg Knapp (Hrsg.): Krieg und Frieden (= Jünger-Studien. Band 6). Attempto, Tübingen 2013, ISBN 978-3-89308-430-2, S. 87–113.
- Das Internet der Tiere. Der neue Dialog zwischen Mensch und Natur. Matthes & Seitz, Berlin 2014, ISBN 978-3-95757-014-7.
- Sheherazade träumt vom Mindestlohn. E-Book. Matthes & Seitz, Berlin 2016, ISBN 978-3-95757-189-2.
- Vergessene Gesten. 125 Volten gegen den Zeitgeist. dvb – Das vergessene Buch, Wien 2018, ISBN 978-3-903244-00-9 (2., durchgesehene und erweiterte Auflage, als: Vergessene Gesten. 130 Volten gegen den Zeitgeist. ebenda 2019, ISBN 978-3-903244-01-6).
- Geschichte, Konterrevolution und Moderne: Rivarol – Bloy – Péguy. In: Hermeneutische Blätter. Band 29, 1+2, 2023, S. 82–96. doi:10.51686/HBl.2023.1.6

### Als Herausgeber
- Bunter Staub. Ernst Jünger im Gegenlicht. Matthes & Seitz, Berlin 2008, ISBN 978-3-88221-725-4.
- mit Stefan Meetschen: Poeten, Priester und Propheten. Leben und Werk inspirierender Schriftsteller. fe-medienverlag, Kißlegg 2016, ISBN 978-3-86357-152-8.
- mit Thomas Bantle, Detlev Schöttker: Jünger-Debatte. 1: Ernst Jünger und das Judentum. Vittorio Klostermann, Frankfurt am Main 2017, ISBN 978-3-465-04312-6.
- mit Thomas Bantle, Peter Trawny: Jünger-Debatte. 2: Zwischen Mythos und Widerstand. Ernst Jüngers „Auf den Marmorklippen“. Vittorio Klostermann, Frankfurt am Main 2019, ISBN 978-3-465-04383-6.
- mit Thomas Bantle. Peter Trawny: Jünger-Debatte. 3: Technik und Medien bei den Brüdern Jünger. Vittorio Klostermann, Frankfurt am Main 2020, ISBN 978-3-465-04423-9.
- mit Thomas Bantle, Peter Trawny: Jünger-Debatte. 4: Die Idee des Autobiographischen. Vittorio Klostermann, Frankfurt am Main 2021, ISBN 978-3-465-04554-0.
- mit Thomas Bantle, Peter Trawny: Jünger-Debatte. 5: Ernst Jünger und Frankreich. Vittorio Klostermann, Frankfurt am Main 2022, ISBN 978-3-465-04596-0.
- mit Thomas Bantle, Peter Trawny: Jünger-Debatte. 6: Über den Schmerz. Vittorio Klostermann, Frankfurt am Main 2023, ISBN 978-3-465-04626-4.
- mit Peter Trawny: Jünger-Debatte 7: Jüngers Geschlechter. Vittorio Klostermann, Frankfurt am Main 2024, ISBN 978-3-465-04660-8.

### Übersetzungen und Editionen
- Die vierundzwanzig Ohren des Gueule-de-Bois. Aus Sueur de Sang – Blutschweiß. Übersetzt und eingeleitet von Alexander Pschera. In: Krachkultur, 12, 2008.
- Léon Bloy: Blutschweiß. (1870–1871). = Sueur de Sang. Aus dem Französischen übersetzt, kommentiert und eingeleitet von Alexander Pschera. Mit Illustrationen von Heidi Sill. Matthes & Seitz, Berlin 2011, ISBN 978-3-88221-837-4.
- Léon Bloy: Brief aus dem Kloster. Mit einer Vorbemerkung. In: Sinn und Form. Band 68, Nr. 5, 2016, S. 619–631.
- Unterwegs mit ... Léon Bloy. Gespräche, Gedanken, Gebete. = En route avec ... Léon Bloy. Dialogues, Pensées, Prières. Zweisprachig. Zusammengestellt, übersetzt und kommentiert von Alexander Pschera. Mit Illustrationen von Francois-Xavier de Boissoudy. fe-medienverlag, Kißlegg 2017, ISBN 978-3-86357-170-2.
- Charles Péguy: Das Geld (= Fröhliche Wissenschaft. 099). Aus dem Französischen und mit einem Vorwort von Alexander Pschera. Mit einem Nachwort von Peter Trawny. Matthes & Seitz, Berlin 2017, ISBN 978-3-95757-317-9.
- Léon Bloy: Marie Antoinette. Ritterin des Todes und andere Schriften. Herausgegeben und übersetzt von Alexander Pschera. Karolinger Verlag, Wien 2017, ISBN 978-3-85416-177-4.
- Léon Bloy: Diesseits von Gut und Böse. Briefe, Tagebücher, Prosa. Herausgegeben und übersetzt von Alexander Pschera. Matthes & Seitz, Berlin 2019, ISBN 978-3-95757-692-7.
- Joseph de Maistre – Louis de Bonald: Europa auf dem Pulverfass. Briefwechsel 1812–1821 (= Französische Bibliothek. Nr. 15). Übersetzt und herausgegeben von Alexander Pschera. Matthes & Seitz, Berlin 2022, ISBN 978-3-7518-0046-4.
- Victor Hugo: Ozean. Dinge, die ich gesehen habe. Übersetzt und herausgegeben von Alexander Pschera. Matthes & Seitz, Berlin 2023, ISBN 978-3-7518-0916-0.
- Victor Hugo: Victor Hugo – Juliette Drouet: Carnets d’amour: Die Geschichte einer außerordentlichen Liebe. Übersetzung und Edition, in: Krachkultur 23/2023, ISBN 978-3-931924-18-8.
- Victor Hugo: Wo du bist, da ist das Glück. Poesiealben der Liebe. Übersetzt und herausgegeben von Alexander Pschera. Friedenauer Presse, Berlin 2025, ISBN 978-3-7518-8041-1.

### Radio-Essays
- Immer Don Quijote, niemals Sancho Pansa. Apologie der Reaktion, SWR 2 Essay 2017 (Online)
- Smart Phones, Dumb People? Die Versprechen der digitalen Welt und die Antwort der Philosophen, SWR 2 Essay 2018 (Online)
- Léon Bloy oder die Katakomben von Paris, SWR 2 Essay 2018 (Online)
- Neue Musik. Wozu? Ein Erklärungsversuch, SWR 2 Essay 2019